# Sven Kerschek
Sven Kerschek (* 1973 in Flensburg) ist ein deutscher Jazzmusiker (Gitarre, auch Bassgitarre).

## Leben und Wirken
Kerschek, der aus einer Musikerfamilie stammt, studierte Jazzgitarre an der Hochschule für Musik und Theater Hamburg. Sowohl als Gitarrist als auch als Bassist spielte er zahlreiche Aufnahmen, auch für den Rundfunk ein; er ist in zahlreichen Bands aktiv, so bei Lautgut76, dem Gabriel Coburger Quartett, dem Quintet Jean Paul und dem Lisa Stick Quintett. Zu seinem eigenen Quartett gehören Sebastian Gille, Oliver Potratz  und John Schröder.
Weiter wirkte er an verschiedenen Theaterproduktionen mit Wolfram Apprich mit und ist  im Thalia Theater aktiv. Er ist auf Tonträgern mit Dieter Glawischnig, John Schröder, Stephan Meinberg, Jonas Schoen, Ulita Knaus, Christoph Schönherr, der NDR Bigband und der  WDR Bigband (Colours of Siam) zu hören.
Kerschek unterrichtet Gitarre an der Hochschule für Musik und Theater Hamburg.

## Preise und Auszeichnungen
1997 gewann Kerschek mit der Gruppe Testreihe den Jugendkulturell Förderpreis der Vereins- und Westbank. Er war 2011 Preisträger beim Jugend kulturell Förderpreis. 2012 erhielt er den  Werner Burkhardt Musikpreis als Musiker, „der seit vielen Jahren auf ebenso nachdrückliche wie uneitle Weise zahlreichen Hamburger Jazzformationen seine persönliche Note hinzufügt. “ Gewürdigt wurde er als „auffällig unauffälliger und für die Szene deshalb unverzichtbarer Meister der Vielseitigkeit; er musiziert auf der Gitarre und auf dem Bass stets hochgradig individuell und doch so dienlich, dass sein Beitrag zum Gruppenklang eher wie ein Wasserzeichen wirkt, nicht wie ein aufgedrückter Stempel.“